# (4244) Zakharchenko
(4244) Zakharchenko ist ein Hauptgürtelasteroid, der am 7. Oktober 1981 von Ljudmila Iwanowna Tschernych vom Krim-Observatorium aus entdeckt wurde.
Der Asteroid wurde nach dem russischen Schriftsteller und Journalisten Vasilij Dmitrievich Zakharchenko benannt.